# Gakkō II
Gakkō II é um filme de drama japonês de 1996 dirigido e escrito por Yoji Yamada. Foi selecionado como representante do Japão à edição do Oscar 1997, organizada pela Academia de Artes e Ciências Cinematográficas.

## Elenco
- Toshiyuki Nishida
- Hidetaka Yoshioka
- Masatoshi Nagase
- Ayumi Ishida
- Hiroshi Kanbe
- Pinko Izumi
- Hideko Hara
- Yoshiaki Umegaki
- Takashi Sasano
- Ayumi Hamasaki